# Zainab Salbi
Zainab Salbi (in arabo : زينب سلبي) (Baghdad, 1969) è un'attivista e scrittrice irachena e oratrice pubblica per i diritti delle donne irachene.

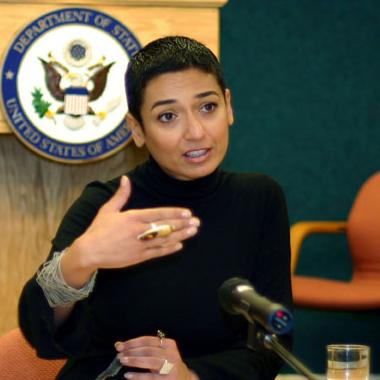
Zainab Salbi

È la fondatrice di Women for Women International, autrice di diversi libri e conduttrice di Through Her Eyes with Yahoo News e #Me Too, Now What? serie originale su PBS.

## I primi anni
Salbi è nata nel 1969 a Baghdad, in Iraq. La sua vita è stata influenzata dalla sua esperienza di guerra di prima mano mentre viveva a Baghdad durante la guerra Iran-Iraq, così come dalla paura e dalla dittatura a causa dello stretto rapporto della sua famiglia con Saddam Hussein. Suo padre era l'ex pilota personale del presidente iracheno nonché capo dell'aviazione civile irachena. Subendo subito abusi psicologici da parte di Hussein nei confronti della sua famiglia, la famiglia di Salbi è riuscita a mandarla fuori tramite un matrimonio combinato con un americano iracheno più anziano vive negli Stati Uniti quando aveva 19 anni. Il matrimonio finì per essere un abuso e sebbene fosse riuscita a scappare tre mesi dopo, non è mai riuscita a tornare in Iraq a causa della prima guerra del Golfo che ha avuto luogo mesi dopo il suo arrivo negli Stati Uniti nel 1990.
L'esperienza di Salbi con la guerra l'ha sensibilizzata alla difficile situazione delle donne in guerra in tutto il mondo. Quando ha saputo della guerra in Bosnia ed Erzegovina, pochi anni dopo il suo arrivo negli Stati Uniti, ha deciso di agire fondando Women for Women International con il suo secondo marito Amjad Atallah e dedicando la sua vita al servizio delle donne sopravvissute alle guerre. Salbi aveva solo 23 anni all'epoca e il gruppo iniziò assistendo 33 donne croate e bosniache nel 1993.

## Carriera
Sotto la sua guida come CEO di Women for Women International (1993-2011), l'organizzazione, gli sforzi umanitari e di sviluppo sono cresciuti aiutando più di 478 000 donne in 8 aree di conflitto e distribuendo oltre 120 milioni di dollari in aiuti diretti e prestiti di microcredito che hanno avuto un impatto maggiore. più di 1,7 milioni di membri della famiglia. Salbi è cresciuta per sostenere la filosofia che l'accesso all'istruzione e l'accesso alle risorse portano a un cambiamento duraturo nella vita delle donne.
Salbi ha scritto e parlato a lungo sull'uso dello stupro e di altre forme di violenza contro le donne durante la guerra. Il suo lavoro è stato presentato nei principali media, tra cui diverse volte su The Oprah Winfrey Show . Nel 1995, il presidente Bill Clinton ha onorato Salbi alla Casa Bianca per il suo lavoro umanitario in Bosnia . È stata anche identificata come una delle 100 donne più influenti al mondo in vari punti vendita da Time Magazine a The Guardian.
Dopo quasi 20 anni di lavoro con le donne sopravvissute alle guerre dalla Repubblica Democratica del Congo all'Afghanistan, Salbi si è resa conto che la salsa segreta per il cambiamento nella vita delle donne è l'ispirazione. Di conseguenza, ha annunciato le sue dimissioni da Women for Women International nel 2011 per esplorare il "mondo dell'ispirazione" attraverso il settore dei media.
Salbi è stata recentemente selezionata come giuria dell'Hilton Humanitarian Prize, il più grande premio per il lavoro umanitario in tutto il mondo. Salbi fa parte del Consiglio di amministrazione di Synergos e dell'International Refugee Assistance Project (IRAP).

## Lavoro sui media
Nel 2015, Salbi ha lanciato un talk show rivoluzionario con TLC Arabia chiamato The Nidaa Show . Ha dedicato lo spettacolo, andato in onda in 22 paesi del mondo arabo, al riconoscimento delle donne arabe e musulmane, alle loro narrazioni, sfide e realizzazioni, e lo ha iniziato con la prima storica intervista di Oprah Winfrey nel mondo arabo. Lo spettacolo ha vinto diversi premi a Salbi tra cui essere stata identificata come # 1 donne arabe più influenti da Arabian Business, uno dei 100 pensatori globali nel mondo da Foreign Policy Magazine e Oprah l'ha identificata come le 25 donne migliori che cambiano il mondo in People Magazine.  
Salbi ha quindi lanciato The Zainab Salbi Project, serie originale con Huffington Post (2016), #MeToo, Now What? con PBS (2018) e Through Her Eyes with Zainab Salbi, serie originale con Yahoo! Notizie (2019).

## Istruzione
Salbi si è laureata alla George Mason University con un Bachelor of Individualized Study in Sociology and Women's Studies e alla London School of Economics con un master in Development Studies.

## Premi
- George Mason University, Dottorato Honoris Causa (2019)
- Università di Glasgow, dottorato onorario (2019)
- Eleanor Roosevelt Val-Kill Award - Champion for Women Survivors and Inspirational Global Journalist (2019)
- Una delle 100 persone viventi spiritualmente più influenti, Watkins (2019)
- Uno dei 100 arabi più potenti, Gulf Business (2019)
- Uno dei 100 principali pensatori globali, rivista di politica estera (2016)
- Una delle 25 donne che cambiano il mondo, People Magazine (2016)
- Una delle 100 persone più creative nel mondo degli affari per essere una voce del cambiamento in Medio Oriente, Fast Company (2016)
- Una delle 100 donne arabe più potenti al mondo, Arabian Business (2016)
- Una delle donne più influenti sui social media, Wear Your Voice (2015)
- Una delle 100 donne arabe più potenti, Arabian Business (2015)
- Dottorato honoris causa presso la York University (2014)
- Una delle donne più influenti su Twitter, Fortune Magazine (2014)
- Visionary Leadership Award - Festival Internazionale delle Arti e delle Idee (2011)
- Austin College Posey Leadership Award (2011)
- David Rockefeller Bridging Leadership Award (2010)
- Young Global Leader del World Economic Forum (2007)
- Conrad N. Hilton Humanitarian Prize, a nome di Women for Women International (2005)
- Premio Forbes Magazine Trailblazer (2005)
- Candidato Harper's Bazaar 21st Century Heroines (2003)
- Harper's Bazaar 21st Century Heroine (nominato dal presidente Bill Clinton)
- Rivista Time Innovator of the Month per il suo lavoro pionieristico come filantropo
- Onorato dal presidente Clinton a una cerimonia alla Casa Bianca per il suo lavoro umanitario (1995)

## Opere
- Fuga dalla tirannia: Crescere all'ombra di Saddam, 2005, ISBN  9781592401567, OCLC 948315384
- Nascosto in bella vista: crescere all'ombra di Saddam, Londra: Vision, 2006. ISBN 9781904132974, OCLC 768470387
- The Other Side of War: Women's Stories of Survival & Hope Washington, DC: National Geographic, 2006. ISBN 9780792262114, OCLC 150261088
- Se mi conoscessi ti interesserebbe New York: PowerHouse, 2012. ISBN 9781576876190, OCLC 920738001
- La libertà è un lavoro interiore: possedere le nostre tenebre e la nostra luce per guarire noi stessi e il mondo, sembra vero, incorporato, 2018. ISBN 9781683641773, OCLC 1077718721